# Вітте-Фовицька Катерина Карлівна
Катери́на Ка́рлівна Вітте, у шлюбі Ві́тте-Фови́цька (рос. Екатерина Карловна Витте-Фовицкая; * 1865 — † після 1917) — російська лікарка, театральна діячка.

## Біографічні відомості
Катерина Вітте народилася 1865 року. У 1886—1893 і 1898—1905 роках працювала лікаркою лікарні Рукавишникова в селі Рождествене (нині Гатчинського району Ленінградської області Росії). Пізніше працювала в Москві як лікарка вільної практики. Була міською училищною лікаркою (за даними довідника «Вся Москва» за 1917 рік). Обслуговувала Першу рукодільну школу, Перше чотирикласне жіноче приватне училище Московського міського товариства управління, Грузинське сьоме міське училище, Сущьовське шосте міське училище.
Наприкінці 1880-х років Катерина Вітте-Фовицька в селі Рождествене створила з місцевих інтелігентів театральну трупу, яка час від часу влаштовувала любительські спектаклі. Проведений від імені Товариства тверезості збір коштів на театр для народу дав 150 рублів, місцеві землевласники пожертвували будівельні матеріали. Це дало можливість винайняти дачу та зробити необхідні приготування для діяльності театру. У грудні 1889 року було зіграно першу п'єсу — «Не так живи, як хочеться» Олександра Островського.
Журнал «Театрал» писав про Катерину Вітте-Фовицьку: «Це… чудова людина в цьому куточку мужицької Європи. Популярність її величезна. Вона стала дуже необхідною людиною в селянському житті на десятки верст довкола. Вона тут і тіло селянське лікує, і розум, і душу селянську зцілює. На цей закуток, як бачимо, доля відпустила чимало енергійних людей».